# Боро Йованович
Боро Йованович (21 жовтня 1939 — 19 грудня 2023) — колишній хорватський тенісист.
Найвищу одиночну позицію світового рейтингу — 8 місце досяг 1963 року (за даними Ленса Тінґея).
Найвищим досягненням на турнірах Великого шолома був фінал в парному розряді.
Завершив кар'єру 1974 року.

## Фінали турнірів Великого шолома

### Парний розряд: (1 поразка)
| Результат | Рік  | Турнір               | Покриття | Партнер      | Суперники             | Рахунок            |
| --------- | ---- | -------------------- | -------- | ------------ | --------------------- | ------------------ |
| Поразка   | 1962 | Вімблдонський турнір | Трава    | Нікола Пилич | Боб Г'юїтт Фред Столл | 2–6, 7–5, 2–6, 4–6 |